# Digibeet
Een digibeet is iemand die niet met digitale middelen om kan gaan. Het woord is een neologisme en is een analogie van het woord analfabeet.

## Een mengelmoes van Latijn en Grieks
Het woord digibeet is een samenstelling van een Grieks en een Latijns woord. 
1. Het woord analfabeet, waarop het baseert, is een samenvoeging van het ontkennend voorvoegsel a(n)- en alfabet.
2. Het woord alfabet is ontleend aan het Griekse woord ἀλφάβητος, alfábētos, samengesteld uit de eerste twee letters van het Griekse alfabet alfa en bèta. Het achtervoegsel -beet is afgeleid van bèta,  maar duidt nu op een persoon in plaats van de letter bèta. Letterlijk betekent analfabeet dus: iemand die niet met letters om kan gaan (niet kan lezen of schrijven).[1]
3. Digi- is afgeleid van digitaal (ontleend aan het Latijnse woord digitus).
4. Ten gevolge van herinterpreteren werd het voorvoegsel an- niet meer als negatie herkend en daarom niet in digibeet overgenomen.

Zo komt men tot de betekenis van het nieuwe woord digibeet, iemand die niet met digitale media kan omgaan.

## Vroegste vermelding
Aan Maurice de Hond wordt het eerste gebruik van het woord toegeschreven in zijn boek ‘Dankzij de snelheid van het licht’, maar de wellicht vroegste schriftelijke vermelding van de term dateert van een half jaar eerder. 9 januari 1995 werd het woord al in het artikel De krant is maar een middel om binnen te komen in de Volkskrant gebruikt. In het artikel is het onduidelijk of de artikelschrijver Theo Stielstra de term gebruikt, of de geïnterviewde Wegener-bestuurder Gerard van Vliet.

## Wetenswaardigheden
- Er bestaat in de Nederlandse taal nog één ander woord met de uitgang beet als aanduiding van een persoon, namelijk diabeet, iemand die aan diabetes leidt. In dit geval is -beet door suffix-extractie ontstaan uit -beticus (diabeticus). Of klankverwantschap van invloed geweest is op de vorming van digibeet is niet bekend.